# Virgem com o Menino e São João Batista Criança (Botticelli)
Virgem com o Menino e São João Batista Criança é uma pintura a têmpera sobre madeira, executada por Sandro Botticelli e seu ateliê (Bartolomeo di Giovanni ou Raffaelino de' Carli). O tondo, produzido em Florença entre os anos de 1490 e 1500, aborda um tema central da arte da Renascença italiana: a maternidade divina. A obra encontra-se atualmente conservada no Museu de Arte de São Paulo.

## Contextualização e iconografia
A iconografia da Madona com o Menino Jesus é um dos temas de maior recorrência ao longo da história da arte. Sua origem remonta às representações hieráticas da Alta Idade Média, onde Maria, coroada, entronizada ou em pé, apresenta o divino infante ao colo. Os pintores do Renascimento italiano contribuíram para a ampla difusão da representação da "Virgem da Ternura", caracterizada por uma figuração mais emotiva e humanizada do tema sacro, em detrimento da rigorosa abordagem estritamente sagrada que lhe conferia a arte bizantina.
Botticelli produziu um grande número de madonas durante as décadas de 1480 e 1490. Parte considerável consistia de tondi, em que o artista retratava Maria, a criança divina e o infante São João Batista em adoração. Os tondi (tondo, no singular) eram obras de arte de formato circular (pinturas ou esculturas) de tema majoritariamente sacro ou histórico. Eram muito apreciados no século XV e frequentemente produzidos por encomenda de mecenas e de guildas para decorar palácios ou para utilização como objetos privados de devoção.

## A obra

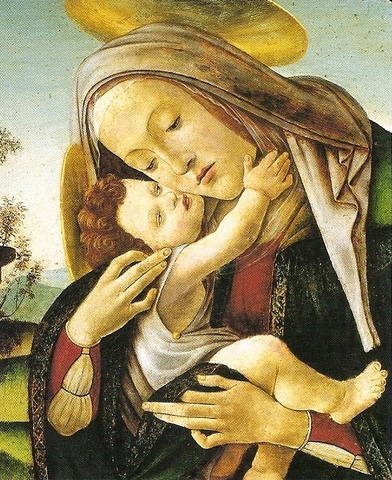
Detalhe da obra.

A pintura do MASP é consensualmente datada do último decênio do século XV, com base nas similaridades com outros trabalhos desse período, em que se percebe uma alteração no estilo pictórico do autor. Destaca-se a bela estruturação da composição, em que as figuras da Virgem com o Menino sobressaem audaciosamente no interior do tondo, de forma mais liberta em relação à elegante simetria que marca os trabalhos da juventude de Botticelli.
O mesmo desembaraço compositivo pode ser notado nos detalhes do assento em ângulo, sobre o qual pousa o livro do Magnificat, apoiado de forma quase ilusionística na moldura da pintura. Chama igualmente a atenção na obra a notável intensificação do laço afetivo que une Maria e o Menino Jesus, de um teor emotivo pouco usual nas madonas executadas pelo pintor em sua juventude.
O historiador de arte italiano Roberto Longhi observa que o desenho da cena é estruturado por meio de “linhas radiais e cruzadas” e não mais por “arcamento de linhas flexíveis”, o que insere a obra no supracitado contexto de maior liberdade de composição que marca o amadurecimento do estilo do pintor no fim do século XV. Antonino Santangelo emite um parecer similar, destacando que o "entrelaçamento livre e harmonioso das mãos e dos rostos, a mobilidade e a precisão do traço recordam as obras de Botticelli pouco anteriores a 1500".
De fato, é possível repertoriar ao menos uma dezena de produções botticellianas, todas do último decênio do século, similares em sua composição à obra do MASP, sendo a mais próxima o tondo que se conserva no Sterling and Francine Clark Art Institute, em Williamstown, Massachusetts, de título idêntico ao da obra presente e também datada por volta de 1490.

## Atribuição

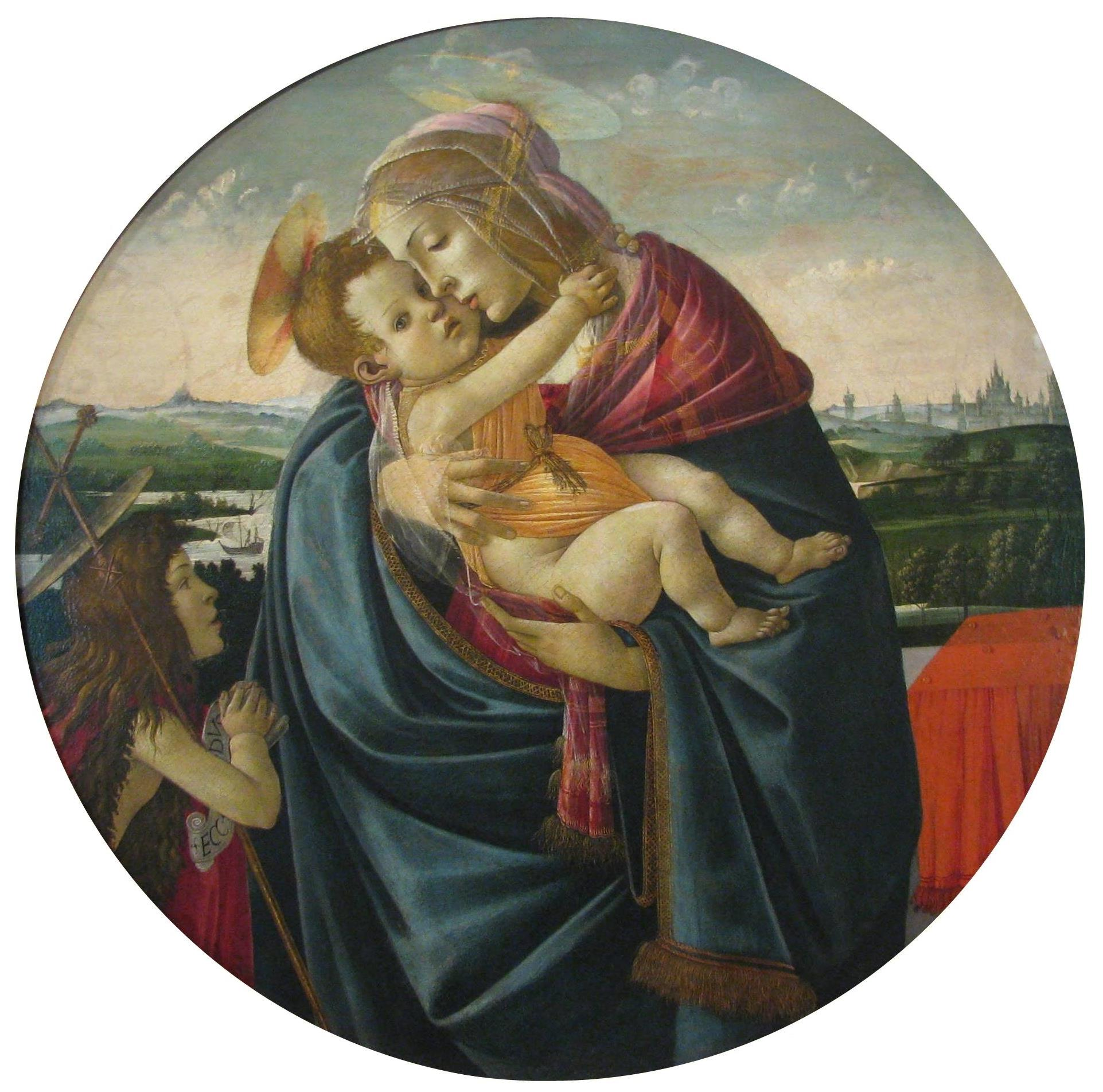
Virgem com o Menino e São João Batista Criança, c. 1490. Tondo de Sandro Botticelli e ateliê. Sterling and Francine Clark Art Institute, Williamstown.

A autografia da obra em questão mereceu uma análise circunstanciada de Roberto Longhi em 1947. Em uma carta endereçada a Pietro Maria Bardi, constante da documentação do MASP, o historiador italiano afirma que é possível observar no tondo "seguramente a mão de Botticelli". O parecer de Longhi foi corroborado por Antonino Santangelo, segundo quem, "pode-se reconhecer na pintura a intervenção direta de Botticelli". A atribuição da obra a Botticelli foi posteriormente confirmada por outros especialistas, entre eles Miklos Boskovits e Yukio Yashiro.
Não obstante, a maioria dos críticos parece concordar que uma parte da paisagem em segundo plano e a figura de São João Batista menino teriam sido executadas por auxiliares do ateliê de Botticelli, com base na evidente diferença de estilo em relação à figura da Virgem com o Menino. Roberto Longhi acredita que os desenhos da paisagem e do infante São João Batista são mais típicos de Ghirlandaio e propõe o nome de Bartolomeo di Giovanni - discípulo de ambos os pintores - como possível colaborador de Botticelli na execução deste tondo. Antonino Santangelo, por sua vez, credita a execução da figura acessória de São João Batista a Raffaelino de' Carli.

## Proveniência
Originalmente, a obra decorava o Palácio Capponi de Florença, projetado por Lorenzo de Bicci em 1410 por encomenda de Niccolo de Uzzano. No século XIX, o tondo passou a integrar a coleção particular do próspero mercador inglês Thomas Blayds, em Liverpool. Posteriormente, a obra foi vendida a Lorde Wigan, conde de Crawford e Balcarres, permanecendo na Inglaterra. Em 2 de outubro de 1947, a obra foi adquirida pelo Museu de Arte de São Paulo, com recursos financeiros doados por dona Sinhá Junqueira, empresária e mecenas de Ribeirão Preto.